# 旭园街道
旭园街道是中华人民共和国黑龙江省大庆市让胡路区下辖的一个街道办事处。

## 行政区划
旭园街道下辖以下村级行政区划单位：
旭园社区、景园社区、长青一社区、长青二社区、广厦社区、阳光嘉城一社区、阳光嘉城二社区、阳光嘉城三社区、远望二社区、明湖花园社区。